# Begraafplaats van Bucquoy
De Begraafplaats van Bucquoy is een gemeentelijke begraafplaats in de Franse gemeente Bucquoy (departement Pas-de-Calais). De begraafplaats ligt aan de Rue du Bois du Logeast op 350 m ten noordoosten van het dorpscentrum (Église Saint-Pierre). Ze heeft een onregelmatig grondplan en wordt grotendeels omsloten door een haag. De toegang bestaat uit een tweedelig traliehek tussen bakstenen zuilen. Direct na de toegang ligt rechts een perk met 9 Britse gesneuvelden uit de Eerste Wereldoorlog. 

## Bucquoy Communal Cemetery

### Geschiedenis
Bucquoy werd op 17 maart 1917 bezet door de 7th Division en was in maart en april 1918 het toneel van zware gevechten tijdens het Duitse lenteoffensief. De begraafplaats werd van 1914 tot 1916 door de Duitsers gebruikt. Deze graven en die van 9 Britse soldaten die door de Duitsers begraven werden en 25 die in augustus 1918 door de Royal Naval Division werden begraven, zijn naar andere begraafplaatsen overgebracht. De Britse slachtoffers die hier achterbleven sneuvelden tussen 21 en 25 augustus 1918. 

## Bucquoy Communal Cemetery Extension
Aan de noordwestelijke rand van de gemeentelijke begraafplaats grenst een uitbreiding (extension) met 68 Britse gesneuvelden uit de Eerste Wereldoorlog. De begraafplaats werd ontworpen door William Cowlishaw en heeft een rechthoekig grondplan met een oppervlakte van 303 m². Ze wordt omsloten door een bakstenen muur, afgedekt met witte dekstenen. Het Cross of Sacrifice staat bij de zuidelijke rand van de begraafplaats en een metalen hekje in de zuidelijke hoek markeert de toegang. De begraafplaats wordt onderhouden door de Commonwealth War Graves Commission. 

### Geschiedenis
Bucquoy werd op 17 maart 1917 bezet door de 7th Division. Begin september 1918 werd de uitbreiding van de gemeentelijke begraafplaats door de burial officer (deze officier was verantwoordelijk voor het registreren en begraven van de gesneuvelden) van de Royal Naval Division aangelegd. Ze bevat 68 graven met Britse gesneuvelden uit de Eerste Wereldoorlog die allemaal dateren van 23 tot 28 augustus en 4 september 1918.

### Onderscheiden militairen
- Hugh Thomas Pilgrim, kapitein bij de Royal Fusiliers en Sidney Howard Fish, lieutenant commander bij Royal Naval Volunteer Reserve werden onderscheiden met het Military Cross (MC).
- de soldaten C. Griffiths (Essex Regiment) en William James Green (Hertfordshire Regiment) werden onderscheiden met de Military Medal ((MM).